# Zdeněk Otáhal
Zdeněk Otáhal (Benešov, 31 gennaio 1936 – Plzeň, 1º luglio 2004) è stato un sollevatore cecoslovacco che ha gareggiato nella categoria dei pesi leggeri.

## Carriera
Partecipò a due edizioni dei Giochi olimpici: a Roma nel 1960, giungendo al settimo posto a pari merito con Werner Dittrich, e a Tokyo nel 1964, che valeva anche come campionato mondiale, classificandosi quinto. Ai campionati europei conquistò tre medaglie (due di bronzo e una d'argento) dal 1960 al 1965.